# Oxyepoecus
Oxyepoecus is een geslacht van vliesvleugelige insecten van de familie Mieren (Formicidae).

## Soorten
- O. bidentatus Delsinne & Mackay, 2011
- O. browni Albuquerque & Brandão, 2004
- O. bruchi Santschi, 1926
- O. crassinodus Kempf, 1974
- O. daguerrei (Santschi, 1933)
- O. ephippiatus Albuquerque & Brandão, 2004
- O. inquilinus (Kusnezov, 1952)
- O. kempfi Albuquerque & Brandão, 2004
- O. longicephalus Albuquerque & Brandão, 2004
- O. mandibularis (Emery, 1913)
- O. myops Albuquerque & Brandão, 2009
- O. plaumanni Kempf, 1974
- O. punctifrons (Borgmeier, 1927)
- O. quadratus Albuquerque & Brandão, 2004
- O. rastratus (Mayr, 1887)
- O. reticulatus Kempf, 1974
- O. rosai Albuquerque & Brandão, 2009
- O. striatus Mackay & Delsinne, 2011
- O. vezenyii (Forel, 1907)
- O. vivax Kempf, 1974